# II Congresso nazionale del Partito Comunista Cinese
Il II Congresso del Partito Comunista Cinese si svolse il 16-23 luglio 1922 a Shanghai e rappresentò la formazione politica del Partito.

## Svolgimento del Congresso
- Delegati: 12
- Membri del Partito: 195

Il II Congresso dovette tenersi in un clima di sicurezza e clandestinità ancora maggiore di quello che aveva caratterizzato il primo, tanto che lo stesso Mao Zedong non vi poté partecipare perché si dimenticò l'indirizzo segreto del luogo ove si svolgeva il Congresso.
Fondamentalmente, il II Congresso formò la politica ideologica del Partito: assunse il leninismo come guida del proprio pensiero e stabilì che, prima della rivoluzione socialista, occorreva mettere in atto una rivoluzione democratica per abbattere il feudalesimo e il colonialismo, che ancora dominavano nella Cina di allora, squassata dalla guerra civile fra i signori della guerra.
Chen Duxiu venne rieletto Segretario generale del Partito.

## Giudizio ufficiale cinese
"Il Congresso adottò e redasse una dichiarazione. Basata sulle teorie di Lenin sulle questioni nazionali e coloniali e l'esame delle questioni di base della rivoluzione cinese dalla fondazione del PCC, la dichiarazione analizzò la situazione mondiale e la natura semi-coloniale e semi-feudale della società cinese, esponendo il carattere, le forze motrici e gli obiettivi della rivoluzione cinese e formulando il programma minimo e massimo del Partito. Esso chiarì che la rivoluzione cinese era una rivoluzione democratica contro l'imperialismo e il feudalesimo e che le forze motrici della rivoluzione erano il proletariato, i contadini e il resto della piccola borghesia. Gli obiettivi del programma minimo includevano l'eliminazione dei disordini interni e il rovesciamento dei signori della guerra per ottenere la pace nel paese; il rovesciamento dell'oppressione dell'imperialismo mondiale per ottenere la completa indipendenza della nazione cinese. Gli obiettivi del programma massimo erano: organizzare il proletariato per instaurare la dittatura degli operai e dei contadini tramite la lotta di classe, eliminare il sistema della proprietà privata e muovere gradualmente verso la società comunista. Per la prima volta nella Cina moderna, il Congresso analizzò un programma per la rivoluzione democratica, si oppose all'imperialismo e al feudalesimo, e inequivocabilmente stabilì gli obiettivi e l'orientamento della rivoluzione cinese. Adottò inoltre lo Statuto del PCC."